# Кутно
Кутно (пољ. Kutno) град је у Пољској у Војводству лођском. По подацима из 2012. године број становника у месту је био 45 975.

## Становништво
| 2012.  |
| ------ |
| 45 975 |

## Партнерски градови
- Бат Јам
- Coevorden